# Carl Arendt Ångström
Carl Arendt Ångström, född 23 oktober 1821 på Lögdö bruk i Medelpad, död 27 december 1896 i Stockholm, var en svensk ingenjör och uppfinnare. Han var yngre bror till Johan och Anders Ångström samt far till Carl Ångström.
Efter Härnösands gymnasium började Ångström studera vid Uppsala universitet 1841, och avlade filosofie kandidatexamen 1851. Han deltog som frivillig i danska kriget 1848.
Efter vidare utbildning på Bergsskolan i Falun anställdes han 1853 som disponent vid Tabergs gruvor i Värmland. År 1864 utnämndes han till professor i tillämpad mekanik vid Teknologiska Institutet i Stockholm.
Ångström konstruerade en mängd kolvpumpar och turbiner, främst för användande i gruvor eller inom stålindustrin. Han anlade även en fabrik för tillverkning av tändhattar i närheten av Nordmark.
Ångström blev ledamot av Kungliga Vetenskapsakademien 1869. Han är begravd på Norra begravningsplatsen utanför Stockholm.